# Geojitmal
Geojitmal (kor. 거짓말 pl. Kłamstwa) – singel południowokoreańskiej grupy T-ara. Utwór promował pierwszy album studyjny Absolute First Album. Został wydany 27 lipca 2009 roku. Geojitmal znalazł się na piątym miejscu listy przebojów Gaon.
Chociaż grupa T-ara wystąpiła wcześniej w dwóch piosenkach na początku roku, Geojitmal był oficjalnym debiutanckim singlem wydanym przez grupę. Został wydany 27 lipca 2009 roku po wielu opóźnieniach i zmianach image'u, które były spowodowane odejściem członkiń Lee Ji-ae i Yang Ji-won. Piosenka osiągnęła umiarkowany sukces, zajmując miejsce w pierwszej piątce na różnych listach przebojów. Chociaż singel nigdy nie osiągnął #1 miejsca, to udało mu się utrzymać wysoką pozycję na liście przebojów aż do września 2009 roku, kiedy to grupa wydała swój kolejny singel TTL (Time To Love) przy współpracy z boysbandem Supernova.

## Lista utworów
CD
| Nr | Tytuł                                       | Słowa         | Muzyka                      | Czas |
| -- | ------------------------------------------- | ------------- | --------------------------- | ---- |
| 1. | "Geojitmal (Part.1)" (kor. 거짓말 (Part.1)) | Ahn Young-min | Cho Young-soo               | 3:48 |
| 2. | "Geojitmal (Part.2)" (kor. 거짓말 (Part.2)) | Ahn Young-min | Cho Young-soo               | 3:44 |
| 3. | "Norabollae?" (kor. 놀아볼래)               | Ahn Young-min | Cho Young-soo, Kim Tae-hyun | 2:55 |
| 4. | "Geojitmal" (Ballad Ver.)                   | Ahn Young-min | Cho Young-soo               | 3:57 |